# Lößnitz
Lößnitz è un comune di 16.042 abitanti del libero stato della Sassonia, Germania, nel circondario dei Monti Metalliferi.

## Amministrazione

### Gemellaggi
- Borgholzhausen, Germania